# Província de Nagpur
La província de Nagpur fou una entitat administrativa britànica de primer nivell constituïda el 1853 amb l'antic principat bhonsle maratha de Nagpur, la nissaga directe del qual s'havia extingit amb Raghuji III. Va quedar sota autoritat d'un comissionat.
La província va existir només vuit anys; el 1861 es van unir la província i el "Territori de Sagar i Narbada" (o Territori de Saugor i Nerbudda) dependent de les Províncies del Nord-oest, i van formar les Províncies Centrals dins de la qual es va formar el districte de Nagpur.

## Llista de Comissionats de la província de Nagpur
- Mansel (nomenat el 13 de març de 1854, abans resident a Nagpur), 1854
- 14. Capità Elliot, 1854 a 1855
- 15. G. Plowden, 1855 a 1860
- Interinitat 1860 a 1861